# Kalininsko-Solncevskaja

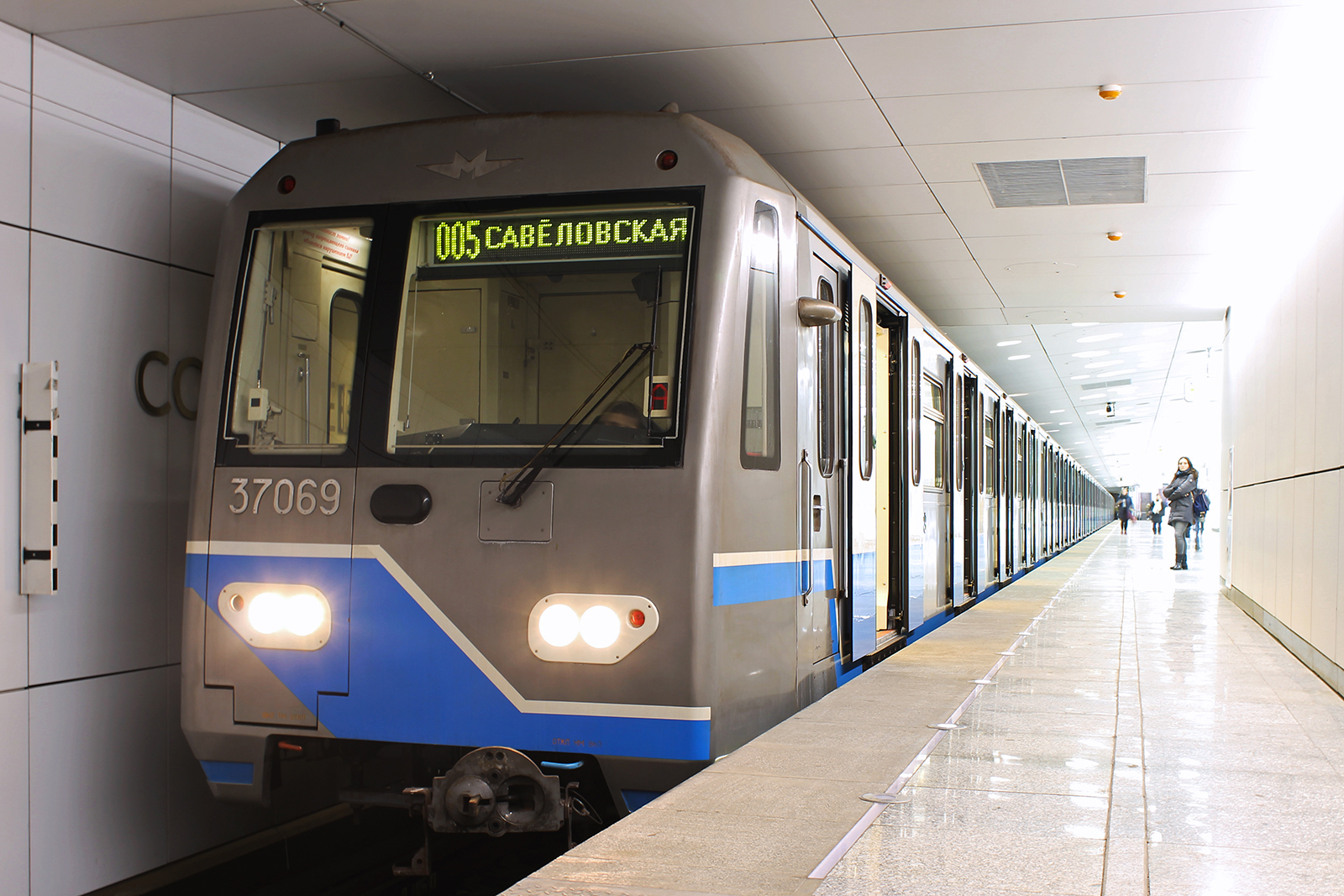
Vůz metra na lice Kalininsko-Solncevskaja

Kalininsko-Solncevskaja (rusky Калининско-Солнцевская линия, Kalininsko-Solncevskaja linija) je jedna z linek moskevského metra. Značí se žlutou barvou, alternativně číslem 8 či 8A. V lednu 2014 byl otevřen prozatím izolovaný úsek v západní části města a linka přejmenována – k původnímu názvu Kalininskaja přibyl název Solncevskaja.
Je to jediná linka metra v Moskvě, která byla pojmenována po určité osobě a ne po oblasti, kterou obsluhuje. První její úsek byl otevřen 30. prosince 1979 a dále se prodlužovala směrem k centru. V plánech na další rozvoj této trasy je její prodloužení přes centrum města až na západ Moskvy, čímž se její délka zněkolikanásobí. První z takových úseků do budoucí stanice Novokosino byl otevřen veřejnosti v roce 2012. O necelé dva roku později (2014) následoval další úsek této linky, který však přímo nenavazuje na předchozí úseky, ale nachází se v západní části města. Tento úsek byl v roce 2017 prodloužen dále na západ do stanice Ramenki. V roce 2018 pak došlo k dalšímu výraznému rozšíření této západní větve ze stanice Ramenki dále na západ do stanice Rasskazovka, v roce 2023 pak následně tento úsek byl prodloužen až na letiště Vnukovo.
Úsek mezi stanicemi Treťjakovskaja a Dělovoj centr, díky němuž dojde k propojení obou větví, se plánuje zprovoznit po roce 2020 poté, co bude plně zprovozněna linka Bolšaja kolcevaja. Na této trase by měly přibýt stanice Volchonka (s přestupem na stanici Kropotkinskaja na Sokolničeské lince), Pljuščicha (s přestupem na stanici Smolenskaja na Arbatsko-Pokrovské lince) a Dorogomilovskaja.

## Chronologie otevírání jednotlivých úseků
| Úsek                           | Datum otevření    | Délka   | Poznámka                                       |
| ------------------------------ | ----------------- | ------- | ---------------------------------------------- |
| Marksistskaja – Novogirejevo   | 30. prosinec 1979 | 11,4 km |                                                |
| Marksistskaja – Treťjakovskaja | 25. leden 1986    | 1,7 km  |                                                |
| Novogirejevo – Novokosino      | 30. srpen 2012    | 3,2 km  |                                                |
| Dělovoj centr – Park Pobědy    | 31. leden 2014    | 3,4 km  | úsek není přímo spojen se staršími úseky linky |
| Park Pobědy – Ramenki          | 16. březen 2017   | 7,3 km  |                                                |
| Ramenki – Rasskazovka          | 30. srpen 2018    | 14,2 km |                                                |
| Rasskazovka - Aeroport Vnukovo | 6. září 2023      | 5,2 km  |                                                |
| Celkem:                        | 20 stanic         | 46,4 km |                                                |

## Stanice

### Úsek 8
- Novokosino
- Novogirejevo
- Perovo
- Šosse Entuziastov
- Aviamotornaja
- Ploščaď Iljiča (přestupní)
- Marksistskaja (přestupní)
- Treťjakovskaja (přestupní)

### Úsek 8A
- Dělovoj centr (přestupní)
- Park Pobědy (přestupní)
- Minskaja
- Lomonosovskij prospekt
- Ramenki
- Mičurinskij prospekt (přestupní)
- Ozjornaja
- Govorovo
- Solncevo
- Borovskoje šosse
- Novoperedělkino
- Rasskazovka
- Pychtino
- Aeroport Vnukovo